# Christophe Raes
Christophe Raes (ur. 21 lutego 1982 w Gandawie) – belgijski wioślarz, reprezentant Belgii w wioślarskiej dwójce podwójnej podczas Letnich Igrzysk Olimpijskich w Pekinie.

## Osiągnięcia
- Mistrzostwa Świata – Mediolan 2003 – jedynka – 17. miejsce[2].
- Mistrzostwa Świata – Gifu 2005 – dwójka podwójna – 6. miejsce[1][2].
- Mistrzostwa Świata – Eton 2006 – dwójka podwójna – 6. miejsce[1][2].
- Mistrzostwa Świata – Monachium 2007 – dwójka podwójna – 11. miejsce[1][2].
- Igrzyska Olimpijskie – Pekin 2008 – dwójka podwójna – 8. miejsce[1][2].
- Mistrzostwa Świata – Poznań 2009 – dwójka podwójna – 10. miejsce[2].
- Mistrzostwa Europy – Brześć 2009 – czwórka podwójna – 5. miejsce[2].